# Richárd Weisz
Richárd Weisz (Budapest, 30 aprile 1879 – Budapest, 4 dicembre 1945) è stato un lottatore ungherese, specializzato nella lotta greco-romana.

## Palmarès

### Olimpiadi
- Oro a Londra 1908 nei pesi massimi.